# Azerbeidzjan op het Eurovisiesongfestival 2011

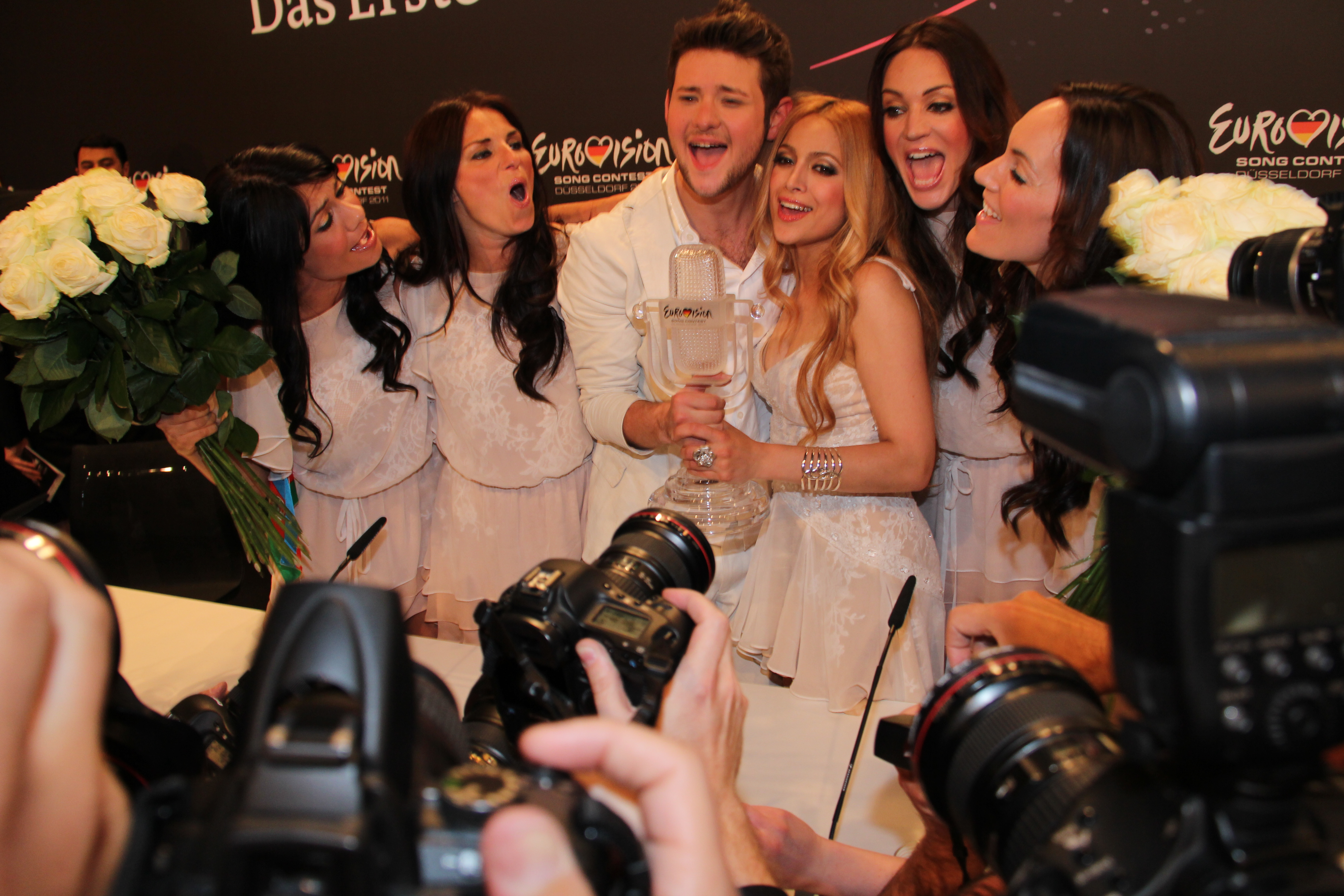
Ell & Nikki tijdens de persconferentie na afloop van het festival.

Azerbeidzjan nam deel aan het Eurovisiesongfestival 2011 in Düsseldorf, Duitsland. Het was de vierde deelname van het land op het Eurovisiesongfestival. De selectie verliep via een reeks voorrondes, gevolgd door een nationale finale op 2 februari 2011. ITV was verantwoordelijk voor de Azerbeidzjaanse bijdrage voor de editie van 2011.

## Selectieprocedure
Op 4 augustus 2010 maakte ITV bekend te zullen deelnemen aan het Eurovisiesongfestival 2011. Op 6 oktober 2010 deed de omroep een oproep aan artiesten om zich kandidaat te stellen. ITV hoopte op zo'n honderd inzendingen. Op 19 oktober maakte de omroep bekend 120 inzendingen te hebben ontvangen. Bij de inzendingen zaten Azad Shabanov, Aynishan Guliyeva, Next, Chingiz Mustafayev, Arzum, en Seyran Ismikhanov, die allen vorig jaar ook hadden deelgenomen aan de nationale finale. Ook Elnur Hüseynov, de Azerbeidzjaanse vertegenwoordiger op het Eurovisiesongfestival 2008, waagde opnieuw zijn kans. Later maakte ITV bekend dat er 77 kandidaten mochten meedingen voor het ticket naar Düsseldorf. Zeven weken lang traden elke week elf kandidaten op, waarvan er telkens één naar de finale mocht. De kandidaten zongen maandag een internationale hit, dinsdag een Azerbeidzjaans nummer, woensdag een songfestivalklassieker en donderdag een keuzenummer. Hun bijdrage voor het Eurovisiesongfestival werd in de voorronde dus nog niet vertolkt.
Op 7 december 2010 werd Nikola Barclay, die tweede werd in de derde halve finale, een wildcard voor de finale gegeven door de vakjury. De jury gaf aan "geraakt te zijn door zijn vocale vaardigheden". Op 23 december 2010 gebeurde hetzelfde voor Eldar Gasimov, die tweede werd in haar halve finale. Ook in de laatste halve finale kreeg de tweede, Nigar Jamal, een wildcard van de jury. Hierdoor zal de finale tien artiesten tellen. Ook het aantal van elf artiesten per voorronde werd niet steeds gerespecteerd.
Op 4 januari 2011 maakte ITV bekend een extra ronde in te gelasten. Van 10 tot 14 januari moesten de tien gekwalificeerden het tegen elkaar opnemen volgens hetzelfde systeem als de voorrondes. Van de tien kandidaten zouden zich er tien kwalificeren voor de finale. Nicola Barclay nam niet deel aan de halve finale. Ze trok zich terug wegens ziekte. Uiteindelijk koos de jury in de finale voor twee deelnemers die samen zullen aantreden op het Eurovisiesongfestival: Eldar Qasımov en Nigar Camal. Het lied waarmee ze naar Düsseldorf trokken, werd op 12 maart 2011 bekendgemaakt: Running scared. De artiestennamen van de twee artiesten werden ook aangepast: het duo zou aantreden onder de naam Ell & Nikki.

## Milli Seçim Turu 2011

### Voorrondes

#### Eerste voorronde
15 november 2010
| Plaats | Artiest            | Punten |
| ------ | ------------------ | ------ |
| 1      | Chingiz Mustafayev | 12     |
| 2      | Adil Bakhishli     | 10     |
| 3      | Next               | 8      |
| 4      | Zulfunaz Rajabova  | 7      |
| 5      | Aygun Ismayilova   | 6      |
| 6      | Tofig Hajiyev      | 5      |
| 7      | Khanna Hasanova    | 4      |
| 8      | Ulviyya Abbasova   | 3      |
| 9      | Gulchohra Babayeva | 2      |
| 10     | Nurana Alasgarova  | 0      |
| 10     | Tarik Yigit        | 0      |

#### Tweede voorronde
22 november 2010
| Plaats | Artiest             | Punten |
| ------ | ------------------- | ------ |
| 1      | Nurlan Növrasli     | 12     |
| 2      | Ülvi Rasidov        | 10     |
| 3      | East Groove         | 8      |
| 4      | Günay Alakbarova    | 7      |
| 5      | Söla Safaraliyeva   | 6      |
| 6      | Sitara Nasirova     | 5      |
| 7      | Fizza Nadirova      | 4      |
| 8      | Nazrin Zarbaliyeva  | 3      |
| 9      | Emin Hasan          | 2      |
| 10     | Üliyya Talisinskaya | 1      |
| 11     | Yegana Agayeva      | 0      |

#### Derde voorronde
29 november 2010
| Plaats | Artiest              | Punten |
| ------ | -------------------- | ------ |
| 1      | Gunay Ibrahimli      | 12     |
| 2      | Nicola Barclay       | 10     |
| 3      | Xeyyam Nisanov       | 8      |
| 4      | Orkhan Aghayev       | 7      |
| 5      | Kanan Gadimov        | 6      |
| 6      | Sevinj Aghashirinova | 5      |
| 7      | Rinat Alimov         | 4      |
| 8      | Dilshan Ibadova      | 3      |
| 9      | Nigar Babayeva       | 2      |
| 10     | Ferid Mammadov       | 1      |
| 11     | Nazir Aghayev        | 0      |

#### Vierde voorronde
6 december 2010
| Plaats | Artiest              | Punten |
| ------ | -------------------- | ------ |
| 1      | Arzum Xelilova       | 12     |
| 2      | Aydan Rüstemova      | 10     |
| 3      | Sabina Babayeva      | 8      |
| 4      | Javanshir Hajiyev    | 7      |
| 5      | Rahima Hasanalizadeh | 6      |
| 6      | Chinara Nazarli      | 5      |
| 7      | Ramin Guliyev        | 4      |
| 8      | Emilia Yagubova      | 3      |
| 9      | Milan Mammadov       | 2      |
| 10     | Said Ismayilzadeh    | 1      |
| 11     | Leyla Dadashova      | 0      |

#### Vijfde voorronde
13 december 2010
| Plaats | Artiest             | Punten |
| ------ | ------------------- | ------ |
| 1      | Aynishan Guliyeva   | 12     |
| 2      | Emin Nasirli        | 10     |
| 3      | Jamila Hashimova    | 8      |
| 4      | Rovshan Jivishov    | 7      |
| 5      | Orkhan Israfilov    | 6      |
| 6      | Altun Zeynalov      | 5      |
| 7      | Gulnar Nabi-Chingiz | 4      |
| 8      | Empathy             | 3      |
| 9      | Elmar Asgarov       | 2      |
| 10     | Janana Zeynalova    | 1      |
| 11     | Dinara Jafarova     | 0      |

#### Zesde voorronde
20 december 2010
| Plaats | Artiest              | Punten |
| ------ | -------------------- | ------ |
| 1      | Ilgara Ibrahimova    | 12     |
| 2      | Eldar Qasımov        | 10     |
| 3      | Elyana Ahmadova      | 8      |
| 4      | Diana Hacıyeva       | 7      |
| 5      | Seyran Ismayilkhanov | 6      |
| 6      | Rustam Allazov       | 5      |
| 7      | Leyla Idrisova       | 4      |
| 8      | Sultan Mashadiyev    | 3      |
| 9      | Sarkhan Mammadov     | 2      |
| 10     | Fuad Mustafazadeh    | 1      |

#### Zevende voorronde
27 december 2010
| Plaats | Artiest            | Punten |
| ------ | ------------------ | ------ |
| 1      | Ilhama Qasımova    | 12     |
| 2      | Nigar Camal        | 10     |
| 3      | Azad Shabanov      | 8      |
| 4      | Gunay Ahmadova     | 7      |
| 5      | Nigar Dargahzadeh  | 6      |
| 6      | Sabina Mammadova   | 5      |
| 7      | Lala Aliyeva       | 4      |
| 8      | Davud Asgarli      | 3      |
| 9      | Sadikh Aghamaliyev | 2      |
| 10     | Tahir Guliyev      | 1      |
| 11     | Habil Ahmadov      | 0      |
| 11     | Orkhan Nasibov     | 0      |

### Halve finale
10 januari 2011
| Volgorde | Artiest            |
| -------- | ------------------ |
| 1        | Chingiz Mustafayev |
| 2        | Nurlan Novrasli    |
| 3        | Gunay Ibrahimli    |
| 4        | Arzum Khalilova    |
| 5        | Aynishan Guliyeva  |
| 6        | Ilgara Ibrahimova  |
| 7        | Eldar Qasımov      |
| 8        | Ilhama Qasımova    |
| 9        | Nigar Camal        |

### Finale
11 februari 2011
| Volgorde | Artiest           |
| -------- | ----------------- |
| 1        | Nigar Camal       |
| 2        | Aynishan Guliyeva |
| 3        | Ilhama Qasımova   |
| 4        | Eldar Qasımov     |
| 5        | Ilhama Gasimova   |

## In Düsseldorf

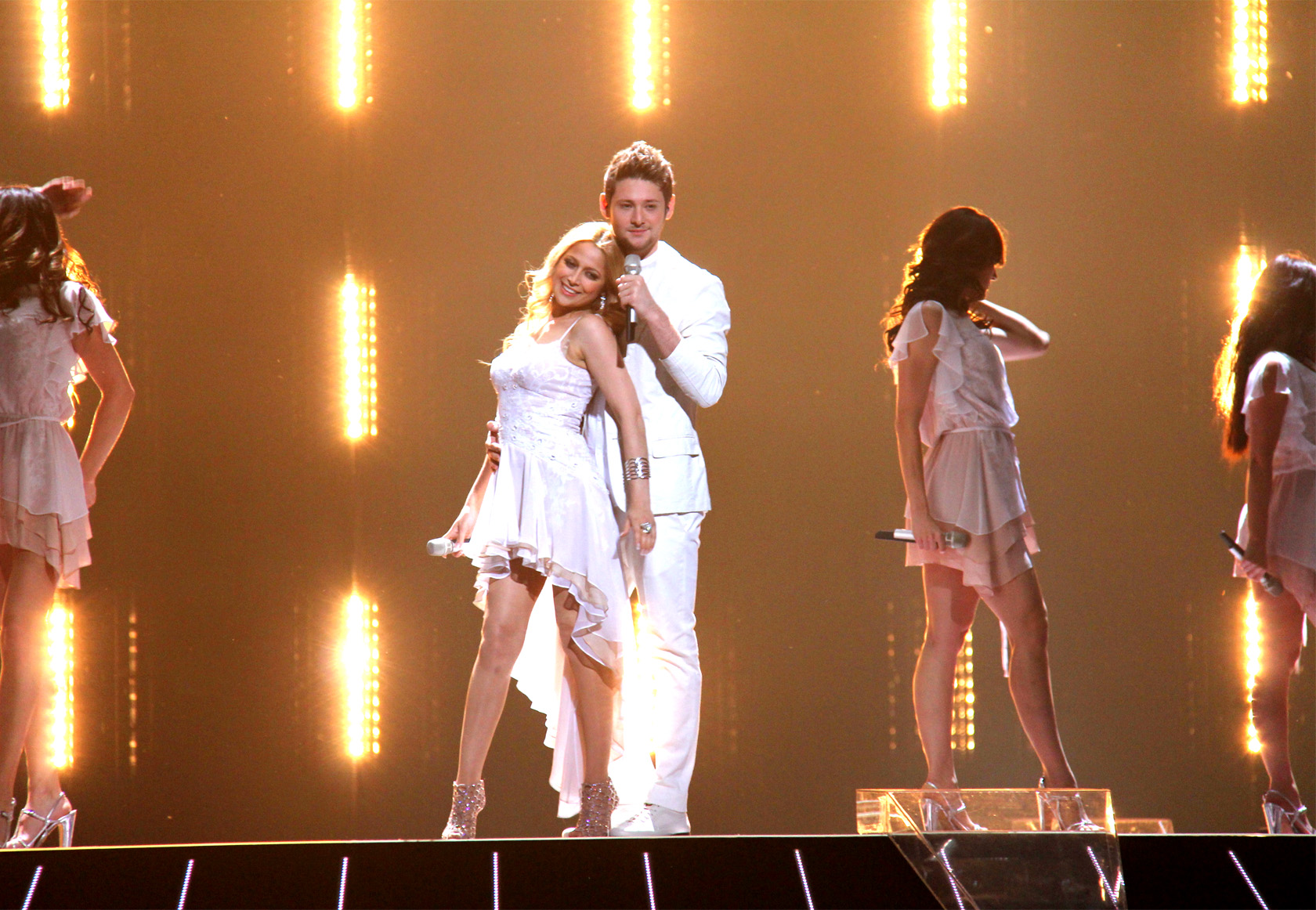
Ell & Nikki zorgden voor de eerste overwinning uit de geschiedenis voor Azerbeidzjan.

In Düsseldorf trad Azerbeidzjan aan in de eerste halve finale, op dinsdag 10 mei. Ell & Nikki traden als achttiende van negentien acts aan, na die van Litouwen en voor die van Griekenland. Bij het openen van de enveloppes bleek Azerbeidzjan zich te hebben gekwalificeerd voor de grote finale. Na afloop van het festival zou blijken dat het land tweede was geworden, met 122 punten, op elf punten van winnaar Griekenland.
In de finale trad Azerbeidzjan aan als negentiende van 25 landen, na Oostenrijk en voor Slovenië. Aan het begin van de puntentelling was het constant wisselen met Zweden en Italië op de eerste plaats, maar uiteindelijk namen Ell & Nikki afstand van de rest. Met 221 punten zorgden ze voor de eerste overwinning voor Azerbeidzjan in de geschiedenis van het Eurovisiesongfestival. Italië werd tweede, op 32 punten van Azerbeidzjan. Op die manier kwam de belofte die ITV had gemaakt uit: Azerbeidzjan zou binnen vier jaar het festival winnen. Bij de vierde deelname was het raak.

### Gekregen punten

#### Halve Finale 1
| 12 punten                        | 10 punten                              | 8 punten          | 7 punten                             | 6 punten               |
| -------------------------------- | -------------------------------------- | ----------------- | ------------------------------------ | ---------------------- |
| - Georgië - Turkije              | - Kroatië - Litouwen - Malta - Rusland | - IJsland - Polen | - Griekenland - Hongarije - Portugal |                        |
| 5 punten                         | 4 punten                               | 3 punten          | 2 punten                             | 1 punt                 |
| - Albanië - Finland - San Marino | - Verenigd Koninkrijk                  |                   |                                      | - Spanje - Zwitserland |

#### Finale
| 12 punten                   | 10 punten                                               | 8 punten | 7 punten                | 6 punten                              |
| --------------------------- | ------------------------------------------------------- | --- | ----------------------- | ------------------------------------- |
| - Malta - Rusland - Turkije | - Kroatië - Moldavië - Oekraïne - Roemenië - San Marino | - Albanië - Bosnië en Herzegovina - Cyprus - Estland - Georgië - IJsland - Litouwen - Oostenrijk - Polen - Portugal | - Hongarije - Slowakije | - Frankrijk - Nederland - Wit-Rusland |
| 5 punten                    | 4 punten                                                | 3 punten | 2 punten                | 1 punt                                |
| - Finland - Griekenland     | - Israël                                                | - België - Zweden                                                                                                   | - Letland               |                                       |

### Punten gegeven door Azerbeidzjan

#### Halve Finale 1
Punten gegeven in de halve finale:
| 12 punten | Turkije     |
| 10 punten | Griekenland |
| 8 punten  | Georgië     |
| 7 punten  | Malta       |
| 6 punten  | San Marino  |
| 5 punten  | Rusland     |
| 4 punten  | Kroatië     |
| 3 punten  | Finland     |
| 2 punten  | Albanië     |
| 1 punt    | Noorwegen   |

#### Finale
Punten gegeven in de finale:
| 12 punten | Oekraïne            |
| 10 punten | Georgië             |
| 8 punten  | Griekenland         |
| 7 punten  | Moldavië            |
| 6 punten  | Roemenië            |
| 5 punten  | Verenigd Koninkrijk |
| 4 punten  | Rusland             |
| 3 punten  | Zweden              |
| 2 punten  | Hongarije           |
| 1 punt    | Italië              |